# Groninger Studenten Cabaret Festival
Het Groninger Studenten Cabaret Festival of GSCF is een cabaretwedstrijd voor en door studenten. De organisatie wordt elk jaar in handen gegeven van een comité bestaande uit studenten en van de deelnemende groepen moet het merendeel studeren aan een erkende faculteit.
Het festival werd gesticht in 1986 door student Michiel van Mens, met als doel het culturele leven van studenten in Groningen meer elan te geven. Het eerste festival vond plaats op 2 en 3 oktober 1987 in De Oosterpoort te Groningen. Sindsdien is het festival enkel gegroeid en worden er in de aanloop van het festival try-outs gespeeld over heel Nederland. De geselecteerde acts krijgen ook professionele begeleiding van acteurs en regisseurs.
Sinds 1993 vindt het festival plaats in de Stadsschouwburg van Groningen. Het festival bestaat uit drie dagen: twee halve finales met elk drie deelnemers en een finale-avond waarop de drie beste deelnemers spelen. De jurering is in handen van een vakjury bestaande uit mensen uit de cabaretwereld. Er worden drie prijzen uitgereikt: de Juryprijs, de Persoonlijkheidsprijs en de Publieksprijs.

## Winnaars
| Jaar | Winnaar |
| ---- | --- |
| 2023 | Fimme Bakker - Juryprijs Warre Verlinden - Persoonlijkheidsprijs                                            |
| 2022 | Tim Kroezen - Juryprijs Finn Visser - Persoonlijkheids- en Publieksprijs                                    |
| 2021 | Boban Benjamin Braspenning - Jury- en Publieksprijs David Heijmans - Persoonlijkheidsprijs                  |
| 2020 | Ramon Chatrer - Jury- en Publieks- en persoonlijkheidsprijs                                                 |
| 2019 | Teun van den Elzen - Jury- en Publieksprijs EMMA - Aanmoedigingsprijs                                       |
| 2018 | Henk Overdijk - Jury-, Publieks- en Persoonlijkheidsprijs                                                   |
| 2017 | Daan van der Hoeven - Juryprijs Luuk van der Vaart - Publieksprijs Tim Alpherts - Persoonlijkheidsprijs     |
| 2016 | Selma Visscher - Juryprijs Andries Tunru - Publieksprijs Benjamin van der Velden - Persoonlijkheidsprijs    |
| 2015 | Martijn Kardol - Jury-, Publieks- en Persoonlijkheidsprijs                                                  |
| 2014 | Pieter Verelst - Jury- en Persoonlijkheidsprijs Blonde jongens en Tim - Publieksprijs                       |
| 2013 | Kirsten van Teijn - Jury-, Publieks- en Persoonlijkheidsprijs                                               |
| 2012 | Cortijn Tonkes - Jury- en Publieksprijs Julie Cafmeyer - Persoonlijkheidsprijs                              |
| 2011 | Hiske Schipper - Jury- en Publieksprijs Yvonne America - Persoonlijkheidsprijs                              |
| 2010 | Dara Faizi - Jury- en Publieksprijs Bart Melief - Persoonlijkheidsprijs                                     |
| 2009 | Diederik Smit - Jury-, Publieks- en Persoonlijkheidsprijs                                                   |
| 2008 | Kurk - Juryprijs Rayen Panday - Persoonlijkheidsprijs Herman Otten - Publieksprijs                          |
| 2007 | Ronald Smink - Jury- en Publieksprijs Edo Blaauw (De Cartoons) - Persoonlijkheidsprijs                      |
| 2006 | Johan Goossens – Jury-, Publieks- en Persoonlijkheidsprijs                                                  |
| 2005 | Anne-Jan Toonstra – Jury- en Publieksprijs Martijn Koning - Persoonlijkheidsprijs                           |
| 2004 | Ozzy & Tom – Juryprijs Ewout en Etienne - Publieksprijs                                                     |
| 2003 | Neveneffecten – Juryprijs Lot de Wit – Publieks- en Persoonlijkheidsprijs                                   |
| 2002 | Thijs van Domburg - Jury- en Publieksprijs Silvia Robbemont - Persoonlijkheidsprijs                         |
| 2001 | Delfts Blok – Juryprijs Renee van Bavel – Publieks- en Persoonlijkheidsprijs                                |
| 2000 | Alkemade en Bloemen - Jury- en Publieksprijs Matanja Pinto - Persoonlijkheidsprijs                          |
| 1999 | Maarten Lemmens - Jury- en publieksprijs Margriet Bolding - Persoonlijkheidsprijs                           |
| 1998 | Maarten Blaauw – Juryprijs Michiel Peereboom - Publieks- en Persoonlijkheidsprijs                           |
| 1997 | Jochem Myjer - Jury- en Publieksprijs Ernst van der Pasch - Persoonlijkheidsprijs                           |
| 1996 | Kijk uit, achter je! - Jury- en Publieksprijs Jürgen Theuns (Kijk uit, achter je!) - Persoonlijkheidsprijs  |
| 1995 | Eric Koller – Juryprijs Volle Venten – Publieksprijs Floriaan Ganzevoort - Persoonlijkheidsprijs            |
| 1994 | Schudden voor Gebruik - Jury- en Publieksprijs Miriam Wijnen – Persoonlijkheidsprijs                        |
| 1993 | Marco Hupkes - Jury- , Publieks- en Persoonlijkheidsprijs                                                   |
| 1992 | Crème Fraîche – Jury- en Publieksprijs John Schleipen - Persoonlijkheidsprijs                               |
| 1991 | Ajuinen en Look (Mike Boddé en Thomas van Luijn) - Jury- en Publieksprijs Kees Torn - Persoonlijkheidsprijs |
| 1990 | Theo Maassen - Jury- en Publieksprijs Mark Boode - Persoonlijkheidsprijs                                    |
| 1989 | Truswalski – Juryprijs Pekelharing & Van Oosten – Publieksprijs Mark Pekelharing – Persoonlijkheidsprijs    |
| 1988 | Arthur Umbgrove – Juryprijs Lars Hogendoorn - Publieksprijs                                                 |
| 1987 | Robert Brouwer - Juryprijs De Zwarte Strik (Ary Bosker & Ruben van Gogh) - Publieksprijs                    |